# Anton Eggstein

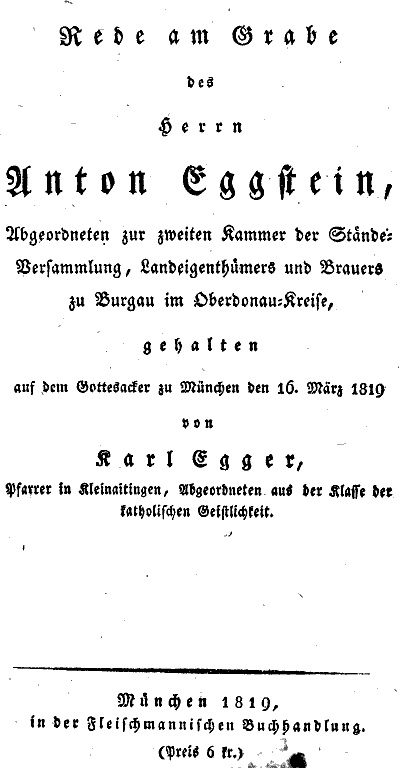
Titelblatt der im Druck erschienenen Trauerrede

Anton Eggstein (* 3. März 1780 in Burgau; † 13. März 1819 in München) war ein deutscher Brauer und Abgeordneter des ersten Bayerischen Landtags.

## Leben und Wirken
Anton Eggstein lebte als Bierbrauer und Wirt in seiner Heimatgemeinde Burgau. Er war verheiratet, hatte zwei Söhne und eine Tochter. 
Aufgrund der bayerischen Verfassung von 1818 führte man im Königreich Bayern eine gewählte Volksvertretung ein, die Bayerische Ständeversammlung in München. Sie bestand aus zwei Kammern, der Kammer der Reichsräte und der Kammer der Abgeordneten (Landtag). 
Eggstein wurde in der ersten Wahl zur bayerischen Ständeversammlung (Dezember 1818) für den Oberdonaukreis in die Kammer der Abgeordneten (Landtag) gewählt. Er zählte zur Klasse V der Gewählten. 
Zur feierliche Eröffnung des ersten Bayerische Landtages, am 1. Februar 1819, waren die Abgeordneten aus ihren Heimatgemeinden nach München gekommen. Die Sitzungen zogen sich bis zum Landtagsschluss am 25. Juli des Jahres hin; die gesamte Legislaturperiode dauerte bis 1825, wobei sich die Mitglieder jedoch gewöhnlich nur während des Zusammentrittes der Kammer in der Landeshauptstadt aufhielten und ansonsten daheim ihren Berufen nachgingen.
Anton Eggstein hatte sich 1819, in seiner ersten Landtagsperiode, im damaligen Gasthof Döllerer im Tal (München) eingemietet. Dort erkrankte er an einem Rotlauf am Kopf und starb schon am 13. März 1819, auf seinem Zimmer, überraschend daran.
Er war der erste bayerische Abgeordnete der während seiner Parlamentstätigkeit verstarb und wurde am 16. März unter großer Feierlichkeit auf dem Alten Südlichen Friedhof in München beigesetzt. Man veranstaltete einen Trauerzug der Parlamentarier beider Kammern, vom Ständehaus zum Friedhof. Dort erfolgte die Beerdigung nach katholischem Ritus, durch einen Geistlichen der Frauenkirche. Die Trauerrede am Grab hielt der Landtagsabgeordnete, Pfarrer Carl Borromäus Egger (1772–1849), ein damals populärer Prediger und Schriftsteller. Sie erschien später im Druck. Direkt hinter dem Sarg schritten als Vertreter der Reichsratskammer deren Vizepräsident Graf Franz Erwein von Schönborn-Wiesentheid und als Vertreter der Abgeordnetenkammer ihr Präsident Freiherr Sebastian von Schrenck. Da Anton Eggstein seit 1803 dem Bürgermilitär seiner Heimatstadt Burgau angehörte und dort den Rang eines Hauptmannes der bayerischen Landwehr bekleidete, wurde er in einer solchen Uniform bestattet und eine Kompanie des Münchner Bürgermilitärs gab ihm das Trauergeleit. 

## Grabstätte
Auf seinen Grabstein schrieb man die Charakteristik:

„Er war ein thätiger Hauswirth, redlicher Brauer, treuer Gatte, rechtschaffener Vater, frommer katholischer Christ, ein für das Wohl des Vaterlandes besorgter Ehrenmann.“

Wegen des völlig überraschenden Ablebens fügte man den Sinnspruch aus den Werken des Hl. Bernhard von Clairvaux hinzu: „Weil Dich der Tod aller Orten erwartet, so erwarte auch Du ihn aller Orten, wenn Du weise seyn willst.“                   